# مراجعات متة للكتب
مراجعات متة للكتب (بالإنجليزية Mate Review of Books) منظمة غير ربحية مكرسة لتعزيز ونشر كتابات دقيقة ومثيرة وجذابة حول كل جانب من جوانب الأدب والفنون، وتعتبر ملحق لميتامورفوسيس جورنال.
تم إنشاء المجلة جزئيًا كرد على اختفاء ملحق مراجعة الكتب التقليدي للصحف، ومعه، فن الكتابة الطويلة الذكية والحيوية على المنشورات النصية من كل نوع، بدءًا من الخيال للسياسة. وتسعى إلى إحياء وإعادة صياغة مراجعة الكتاب لعصر الإنترنت، وتظل ملتزمة بتغطية وتمثيل المشهد الأدبي والثقافي المتنوع اليوم.
خيار “المتة” هو رد ساخر على صور الكتب مع القهوة وفيروز التي انتشرت في كل مكان، وهذا العنوان يعكس توجه المجلة عمومًا؛ فبالرغم من جدية المقالات التي تنشرها إلا أن ذلك ليس مدعاة للتزمت وعدم استخدام المزاح والأسلوب السلس في الكتابة.

## تاريخ
تم إطلاق نسخة تجريبية على ووردبرس عام 2018 ثم أطلق الموقع رسميًا في 10 آب 2019

## المحتوى
تقدم الموقع في المرتبة الأولى مراجعات عميقة للكتب، وينصح القراءة بالكتب الجيدة عبر نظام تقييم من خمس نجوم وجمل مختصر، مثل: اترك كل شيء واقرأه، يوجد أفضل...الخ. ويقدم كذلك تأملات في القراءة، ترشيحات كتب بناءً على الحالات النفسية والتوجهات الشخصية المتنوعة